# Lysøen
Lysøen è un'isola di 0,8 km² situata nella municipalità di Bjørnafjorden, Vestland, Norvegia. Sull'isola si trova la residenza estiva del virtuoso del violino Ole Bull, vissuto sull'isola fino alla morte avvenuta nel 1880.

## Villa Lysøen

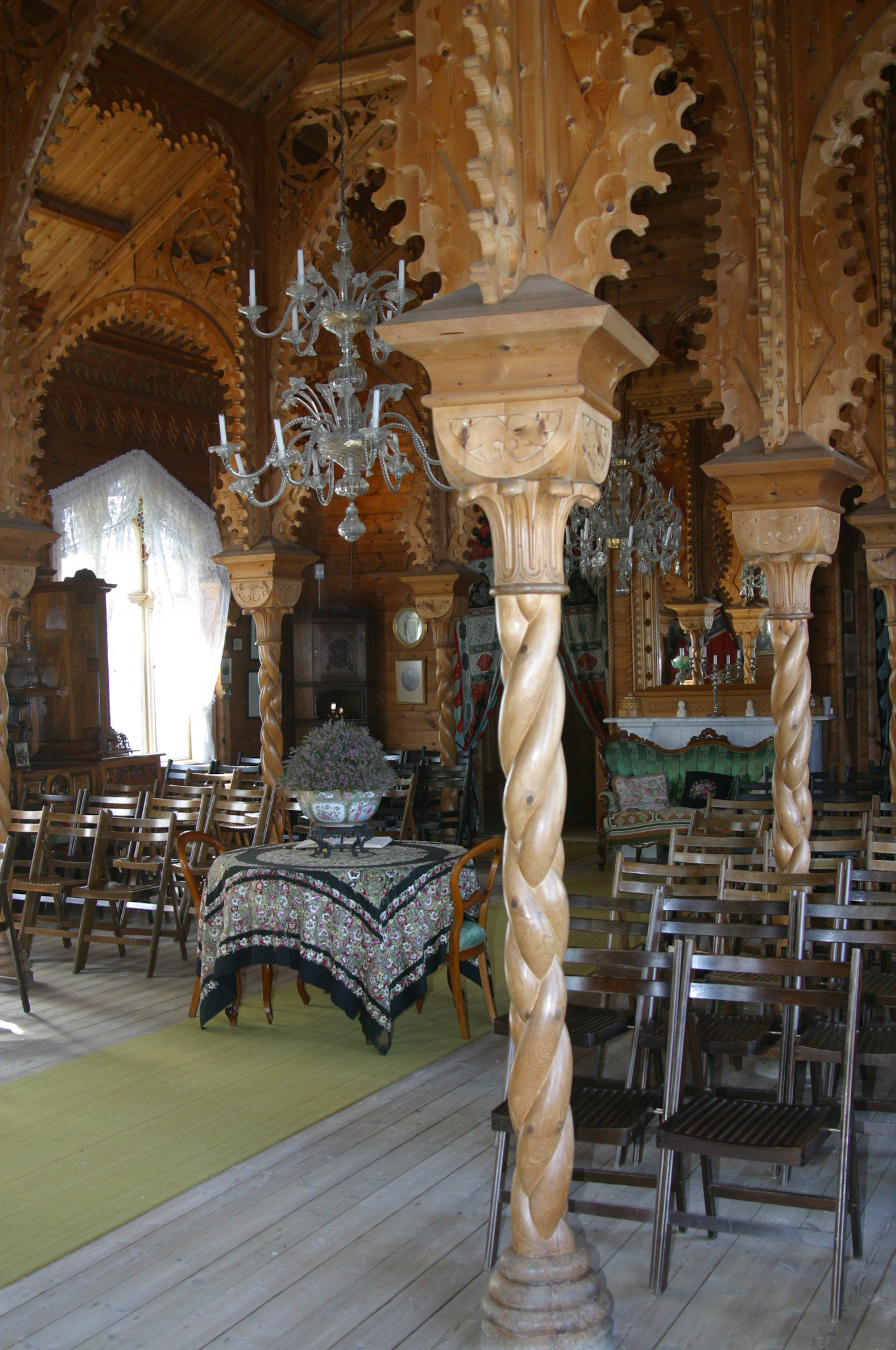
Interni della villa

Sull'isola originariamente era presente una fattoria risalente al 1670.
Nel 1872 la proprietà venne acquistata da Ole Bull, che progettò una villa da utilizzare come residenza estiva avvalendosi della collaborazione dell'architetto Conrad Fredrik von der Lippe.
Nella villa si riassumono numerosi stili architettonici: dallo chalet svizzero all'architettura araba. Dalla villa si innalza una torre che culmina con una cupola a forma di cipolla, tipica dell'architettura russa.
Ole Bull trasformò anche i terreni dell'antica fattoria tracciando 13 km di sentieri, intervallati da stagni, gazebo e arricchendo l'originaria foresta di pini con cespugli e alberi esotici.
Il punto più elevato dell'isola si trova 76 m sopra il livello del mare ed è il sito di una torre d'avvistamento costruità nel 1903 dai discendenti americani di Ole Bull. Nel 1974 l'isola fu donata all'associazione Fortidsminneforeningen da Sylvea Bull Curtis del Connecticut, pronipote del virtuoso.
Dal 1984 Lysøen ha ottenuto lo status di museo e da allora è aperta al pubblico. Vi sono tour guidati dai primi di maggio fino ad agosto. In estate la villa ospita un museo dedicato a Ole Bull e durante il Festival Internazionale di Bergen è luogo di concerti.